# Tony Snell (scrittore)
Tony Snell (1938) è un cantante, linguista e scrittore britannico in lingua cornica.

## Biografia
Ha lavorato per molti anni come insegnante presso la St. Edward's School di Oxford. Diventò membro del Gorseth Kernow (Festival della Cornovaglia) nel 1954 sotto il nome d'arte bardico di Gwas Kevardhu (L'Uomo di Dicembre). Durante gli anni settanta fu a capo del gruppo folk progressivo dei Tremenysy (Viaggiatori).
La sua opera poetica è molto influenzata dalla poesia arcaica del Galles e della Bretagna. Egli adattò la metrica tradizionale gallese del Traethodl alla lingua cornica. Un'altra importante influenza è la musica, dato che una gran parte della sua opera consiste in canzoni. Ha vinto alcune competizioni del Gorseth Kernow.
Intorno al 1979, insieme al Dott. Fred Pargeter, inaugurò un nuovo gruppo di danza Morris alla St. Edward's School, nel quale ad oltre una dozzina di ragazzi tra i 14 e i 18 anni venivano insegnate la musica popolare e la danza tradizionale popolare inglese. Il gruppo (SESMM) durò circa tre anni (1980, 1981 e 1982), durante i quali rappresentò molti spettacoli di alta qualità nell'Oxfordshire e dintorni, ed in alcune trasferte in Cornovaglia.
Egli incoraggiò in molti allievi della St. Edward's School un notevole interesse per la musica popolare, nonostante i disaccordi con la direzione musicale della scuola, e si formarono molti gruppi sull'esempio dei Tremenysy: come i Five Bar Gate, i Treadmill e la Brown and Bitter Band.

## Opere
- Gorseth Byrth Kernow: Bards of the Gorsedd of Cornwall 1928-1967, Penzance, 1967
- Tony Snell, Pan Dheuth an Glaw / When the Rain Came: Selected poems 1980 - 2005 in Cornish with translations, (Quando è venuta la pioggia: poesie scelte 1980-2005 in lingua cornica con traduzione in lingua inglese), Gwinear, Kesva an Taves Kernewek / Cornish Language Board, 2007, ISBN 978-1-902917-64-1
- An Lef, Redruth, 1956 (Rivista, oggi non più pubblicata, che contiene alcune sue poesie)
- An Lef Kernewek, Redruth, 1983 (Rivista, oggi non più pubblicata, che contiene alcune sue poesie)